# サン・イズ・オールソー・ア・スター 引き寄せられる2人
『サン・イズ・オールソー・ア・スター 引き寄せられる2人』（原題:The Sun Is Also a Star）は2019年に公開されたアメリカ合衆国の恋愛映画である。監督はライ・ルッソ＝ヤング、主演はヤラ・シャヒディとチャールズ・メルトンが務めた。本作はニコラ・ユンが2016年に上梓した小説『The Sun Is Also a Star』を原作としている。
本作は日本国内で劇場公開されなかったが、Amazonによる配信が行われている。

## 概略
ナターシャ・キングスレーは量子力学を学ぶ大学生であった。そんなある日、ナターシャはチャーミングな医学生、ダニエル・ベイと知り合った。2人はあっという間に恋に落ちたが、ナターシャの家族が母国ジャマイカに強制送還されることになったため、別れざるを得ない状況に追い込まれた。

## キャスト
- ヤラ・シャヒディ（吹替：種市桃子） - ナターシャ・キングスレー
- チャールズ・メルトン - ダニエル・ベイ
- ジェイク・チョイ - チャールズ・ベイ
- キャムラス・ジョンソン - オマール
- ベンガ・アキナベ - サミュエル・キングスレー
- ミリアム・A・ハイマン - パトリシア・キングスレー
- キャシー・シム - ミン・スー・ベイ
- ジョン・レグイザモ - ジェレミー・マルティネス
- ヒル・ハーパー - レスター・バーンズ

## 製作
2016年12月15日、ワーナー・ブラザース映画とメトロ・ゴールドウィン・メイヤーがニコラ・ユンのベストセラー小説『The Sun Is Also a Star』の映画化権を獲得したと報じられた。2018年2月22日、ヤラ・シャヒディに本作への出演オファーが出ているとの報道があった。5月31日、チャールズ・メルトンの出演が決まった。6月11日、キャムラス・ジョンソンが本作に出演することになったと報じられた。19日、本作の主要撮影が始まった。29日、ミリアム・A・ハイマンが起用されたとの報道があった。7月18日、キャシー・シムがキャスト入りした。

### 音楽
2018年12月27日、ハーディス・ステファンスドッティルが本作で使用される楽曲を手掛けることになったと報じられた。2019年5月10日、本作のサウンドトラックが発売された。

## マーケティング・興行収入
2019年2月6日、本作のオフィシャル・トレイラーが公開された。
本作は『ジョン・ウィック:パラベラム』及び『僕のワンダフル・ジャーニー』と同じ週に封切られ、公開初週末に500万ドル前後を稼ぎ出すと予想されていたが、実際の数字はそれを大きく下回るものとなった。2019年5月17日、本作は全米2073館で公開され、公開初週末に251万ドルを稼ぎ出し、週末興行収入ランキング初登場8位となった。

## 評価
本作に対する批評家からの評価は平凡なものに留まっている。映画批評集積サイトのRotten Tomatoesには89件のレビューがあり、批評家支持率は48%、平均点は10点満点で5.66点となっている。サイト側による批評家の見解の要約は「主演2人には好感が持てるだろう。しかし、『サン・イズ・オールソー・ア・スター 引き寄せられる2人』は馬鹿正直に受け止めることを限界まで要求するストーリーに付いていけるかを試す作品になっている。」となっている。また、Metacriticには25件のレビューがあり、加重平均値は52/100となっている。なお、本作のCinemaScoreはB-となっている。